# Johann Jakob Balmer
Johann Jakob Balmer (Basileia, 1 de maio de 1825 — Basileia, 12 de março de 1898) foi um físico e matemático suíço.

## Vida
Balmer nasceu em Lausen, Suíça, filho de um juiz supremo também chamado Johann Jakob Balmer. Sua mãe era Elizabeth Rolle Balmer, e ele era o filho mais velho. Durante sua escolarização, destacou-se em matemática e, por isso, decidiu focar nesse campo quando ingressou na universidade.
Ele estudou na Universidade de Karlsruhe e na Universidade de Berlim, e depois completou seu Doutorado na Universidade da Basileia em 1849 com uma dissertação sobre a cicloide. Johann passou toda sua vida em Basileia, onde lecionou em uma escola para meninas. Ele também deu aulas na Universidade da Basileia. Em 1868, aos 43 anos, casou-se com Christine Pauline Rinck. O casal teve seis filhos.
Apesar de ser matemático, Balmer é mais lembrado por seu trabalho em séries espectrais. Sua principal contribuição (feita aos sessenta anos, em 1885) foi uma fórmula empírica para as linhas espectrais visíveis do átomo de hidrogênio, estudo que ele iniciou por sugestão de Eduard Hagenbach, também de Basileia. Usando as medições de Ångström das linhas de hidrogênio, ele chegou a uma fórmula para calcular o comprimento de onda da seguinte forma:
{\displaystyle \lambda \ =h\,{\frac {n^{2}}{n^{2}-m^{2}}}}
para m = 2 e n = 3, 4, 5, 6 e assim por diante; h = 3,6456 · 10−7 m = 364,56 nm.
Em sua nota de 1885, ele se referiu a h como o "número fundamental do hidrogênio". Hoje, h é conhecido como a constante de Balmer. Balmer usou sua fórmula para prever o comprimento de onda para n = 7: {\displaystyle \lambda \ =(364,56\,{\rm {nm}})\cdot \,{\frac {7^{2}}{\,7^{2}-2^{2}\,}}\simeq 397,0\,{\rm {nm}}}

Hagenbach informou a Balmer que Ångström havia observado uma linha com comprimento de onda de 397 nm. Esta parte do espectro de emissão do Hidrogênio, das transições nos níveis de energia dos elétrons com n ≥ 3 para n = 2, ficou conhecida como Série de Balmer.

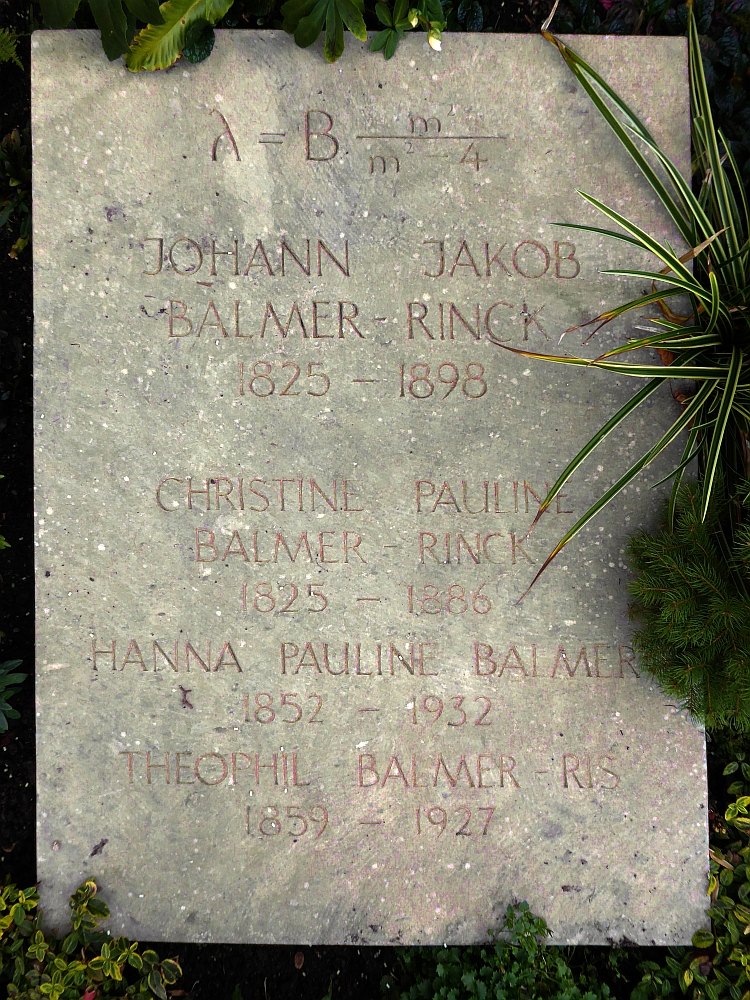
Sepultura no Wolfgottesacker, Basileia

As linhas de Balmer referem-se às linhas de emissão que ocorrem dentro da região visível do espectro de emissão do Hidrogênio em 410,29 nm, 434,17 nm, 486,27 nm e 656,47 nm. Estas linhas são causadas por elétrons em um estado excitado emitindo um fóton e retornando ao primeiro estado excitado do átomo de hidrogênio (n = 2).
Dois colegas de Balmer, Hermann Wilhelm Vogel e William Huggins, conseguiram confirmar a existência de outras linhas da série de Balmer no espectro do hidrogênio em estrelas brancas.
A fórmula de Balmer foi posteriormente considerada como um caso especial da fórmula de Rydberg, desenvolvida por Johannes Rydberg em 1888:
{\displaystyle {\frac {1}{\lambda }}\ ={\frac {4}{h}}\left({\frac {1}{m^{2}}}-{\frac {1}{n^{2}}}\right)=R_{H}\left({\frac {1}{m^{2}}}-{\frac {1}{n^{2}}}\right)}
sendo {\displaystyle R_{H}} a constante de Rydberg para o hidrogênio, {\displaystyle m=2} para a fórmula de Balmer, e {\displaystyle n>m}.
Uma explicação completa de por que essas fórmulas funcionavam, no entanto, teve que esperar até 18 anos após a morte de Balmer, com a apresentação do modelo atômico de Bohr por Niels Bohr em 1913.
Johann Balmer morreu em Basileia, aos 72 anos.

## Obras
- Arbeiterwohnungen in und um Basel (mit Plänen und Kostenberechnungen für eine auf der Breite ausgeführte Wohnsiedelung), 1853
- Des Propheten Ezechiel Gesicht vom Tempel, 1858
- Die Naturforschung und die moderne Weltanschauung, 1868
- Wohnungsübelstände, 1878
- Die Wohnung des Arbeiters, Basileia 1883
- Notiz über die Spectrallinien des Wasserstoffes, Verhandlungen der Naturforschenden Gesellschaft 7, 1885
- Die freie Perspektive, 1887
- Gedanken über Stoff, Geist und Gott, Aphorismen, 1891
- Eine neue Formel für Spektralwellen, Leipzig 1897